# Karl Vogt
Karl Christoph Vogt (Gießen, 5 de juliol 1817 – Ginebra, 5 de maig 1895) fou un zoòleg, fisiòleg i geòleg alemany que va emigrar a Suïssa. Carl Vogt era el pare de l'autor suís William Vogt.
El 1847, Vogt va ser professor de zoologia a la Universitat de Giessen, i després, el 1852, va ser professor de geologia i també de zoologia a la Universitat de Ginebra, i durant aquest temps, ell va publicar diversos escrits sobre zoologia, geologia, i fins i tot, psicologia. Pel que fa a zoologia, les seves publicacions descrivien als amfibis, rèptils, mol·luscs i crustacis.